# Lucrezia Magistris
Lucrezia Magistris (Pavia, 21 aprile 1999) è una sollevatrice italiana.

## Carriera
Dopo aver cominciato con la ginnastica artistica, inizia la carriera di sollevatrice nel 2013, aggiudicandosi il titolo di campionessa italiana per tre volte negli under 17 (dal 2014 al 2016), tre volte negli juniores (dal 2017 al 2019) e quattro volte nei campionati assoluti (dal 2018 al 2022). A livello internazionale ottiene un quarto posto nei campionati europei under 17 nel 2016. Nel 2022 conquista la medaglia d'argento nel totale e nelle due specialità ai campionati europei under 23 di Durazzo, e vince l'oro nello strappo e l'argento nello slancio ai Giochi del Mediterraneo di Orano.
Partecipa a quattro edizioni dei campionati europei (dal 2019 al 2024) ottenendo la medaglia d'argento ai campionati di Tirana nel 2022, e a quattro edizioni dei campionati mondiali negli stessi anni. Nel 2024, grazie al decimo posto nel ranking dei pesi leggeri, con Sergio Massidda e Antonino Pizzolato ottiene la qualificazione ai Giochi olimpici di Parigi dove si classifica all'undicesimo posto. Ai campionati mondiali di Manama si classifica all'ottavo posto conquistando la medaglia di bronzo nello strappo.